# Double messieurs de tennis en salle aux Jeux olympiques de 1912
Cet article présente les résultats détaillés du double messieurs en salle de l'édition 1912 des compétitions de tennis aux Jeux olympiques d'été qui est disputé du 28 juin  au 5 juillet 1912.

## Résultats

### Finales
|               | Date     | Nom et lieu du tournoi          | Dot. | Surf.          | Vainqueur                      | Finaliste                          | Score                   |
| Finale        | 05/05/12 | Jeux Olympiques d'été Stockholm | 0 $  | Parquet (int.) | Maurice Germot · André Gobert  | Carl Kempe · Gunnar Setterwall     | 4-6, 14-12, 6-2, 6-4    |
| Petite finale | 05/05/12 | Jeux Olympiques d'été Stockholm | 0 $  | Parquet (int.) | Alfred Beamish · Charles Dixon | A. Wentworth Gore H. Roper-Barrett | 6-2, 0-6, 6-2, 4-6, 6-3 |